# Ummeln (Algermissen)
Ummeln ist ein Dorf und Ortsteil von Algermissen im Landkreis Hildesheim in Niedersachsen.

## Geschichte
Erste urkundliche Erwähnung findet Ummeln im Jahr 1209. Seit dieser Zeit ist der Ort dem Pfarrbereich Lühnde zugehörig. Die gotische Bruchsteinkapelle im Dorfzentrum stammt aus dem 14. Jahrhundert.
Im 13. Jahrhundert benannte sich ein Rittergeschlecht nach dem Ort. Grundbesitz besaßen dort im Mittelalter außerdem das Moritzstift und das Bartholomäuskloster in Hildesheim.
Von der zweiten Hälfte des 19. Jahrhunderts bis 1969 prägte die Tonindustrie die Erwerbstätigkeit des Ortes, dann wurde die ansässige Tonröhrenfabrik geschlossen und abgerissen. Von der geschichtsträchtigen Fabrikanlage blieb nur der Schornstein übrig, der 2001 restauriert wurde. Das ehemalige Tonabbaugebiet hinter dem Voßberg wurde rekultiviert und dient heute als Badesee (Blauer See).

### Eingemeindungen
Seit dem 1. März 1974 ist Ummeln ein Ortsteil der Gemeinde Algermissen.

### Einwohnerentwicklung
| Jahr      | 1910 | 1925 | 1933 | 1939 | 2013 | 2014 | 2018 | 2019 |
| --------- | ---- | ---- | ---- | ---- | ---- | ---- | ---- | ---- |
| Einwohner | 280  | 298  | 273  | 285  | 554  | 551  | 556  | 543  |

(Quellen: 1910, 1925–1939, 2013–2014, 2018–2019)

### Fotogalerie

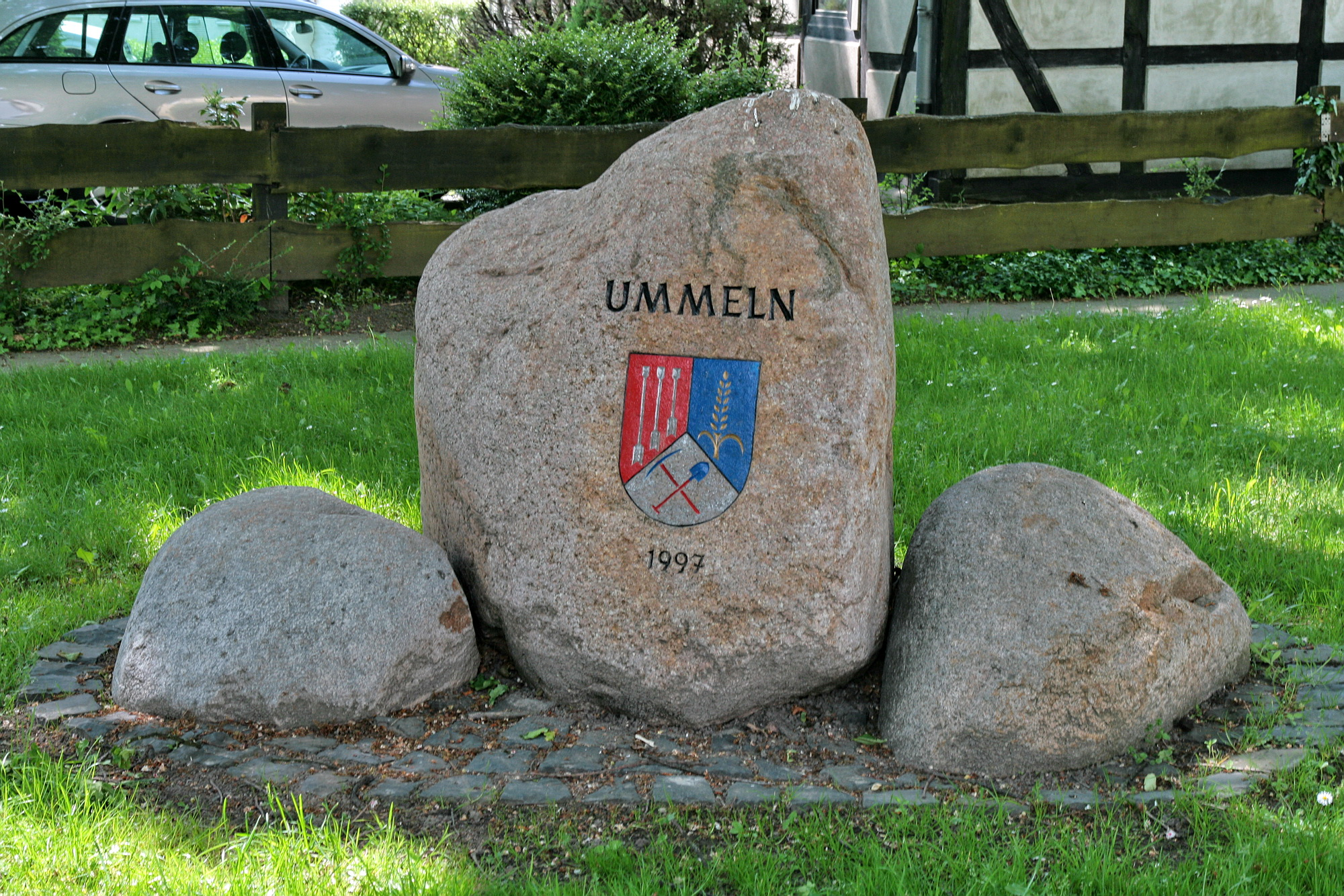
Gedenkstein mit Ortswappen
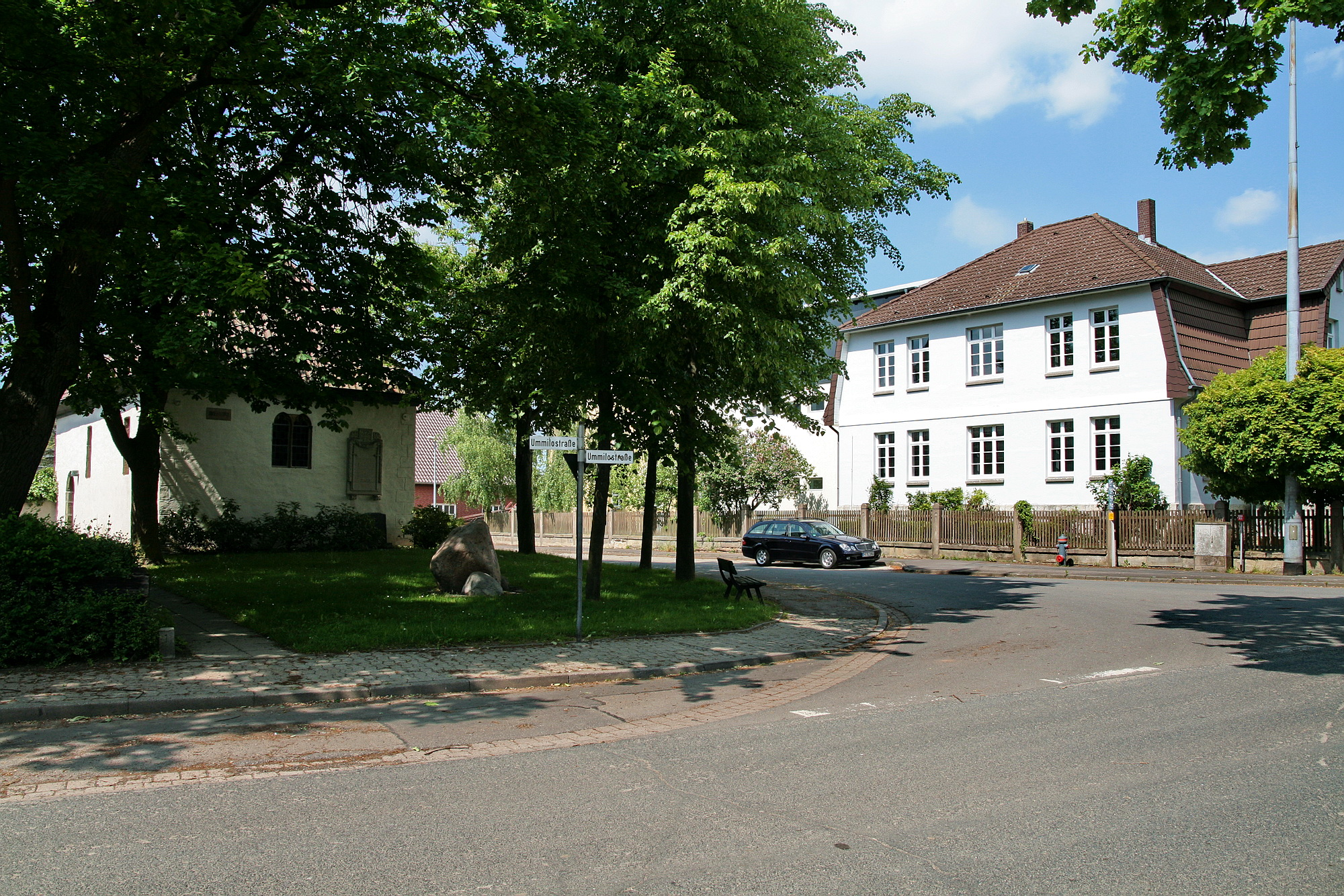
Ortsmittelpunkt
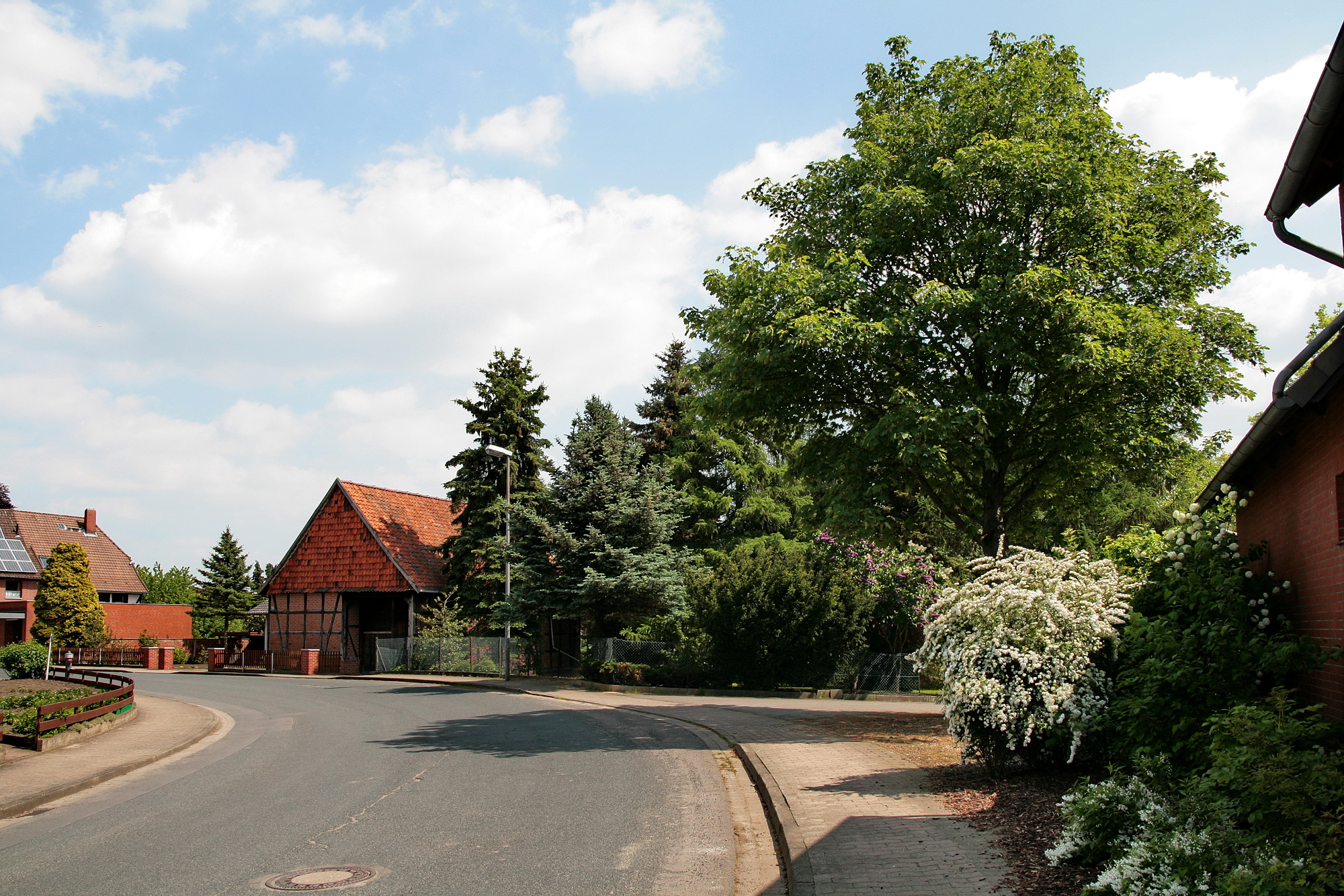
Ortsbild

## Politik

### Ortsrat
Der Ortsrat, der den Ortsteil Ummeln vertritt, setzt sich aus fünf Mitgliedern zusammen. Die Ratsmitglieder werden durch eine Kommunalwahl für jeweils fünf Jahre gewählt.
Bei der Kommunalwahl 2021 gewann die Wählergruppe "Bürger für Ummeln" (BüfU) alle fünf Sitze.

### Ortsbürgermeister
Der Ortsbürgermeister von Ummeln ist Martin Stolze (SPD). Sein Stellvertreter ist Norman Beinroth (CDU).

### Wappen
| Wappen von Ummeln | Blasonierung: „Schild durch einen Göpel geteilt; vorne in Rot drei aufrecht gestellte silberne Bolzen, hinten in Blau eine breite goldene Ähre, im Schildfuß in Silber eine blaue Hacke, gekreuzt von einer blauen Schaufel, beide mit rotem Stiel.“ |
| Wappen von Ummeln | Wappenbegründung: Die drei silbernen Bolzen in Rot erinnern an das im 13. und 14. Jahrhundert erwähnte Rittergeschlecht von Ummenum oder Ummeln. Sie führten dasselbe Siegel wie die Herren von Bolzum (→ Siehe unter: Wappen des Ortes Bolzum), ein Hinweis, dass diese beiden Familien in Verbindung standen, das in Bolzum seinen Stammsitz hatte und deshalb Bolzen im Familienwappen führte. Die in Ummeln ansässigen Bolzumer nannten sich „von Ummeln“. Das Siegel ist bis heute erhalten geblieben und ruht im Staatsarchiv in Hannover. Die vordere Seite des Gemeindewappens gestaltete man nach diesem Siegel. Die Bolzen richtete man nur kerzengerade nach oben, damit sie sich besser in den Gesamtrahmen einfügten. Die goldene Ähre auf der hinteren blauen Seite erzählt von Ummelns Landwirtschaft, von Fleiß und Schweiß und Lohn der Bauern. Der untere silberne Wappenteil mit der rotgestielten blauen Hacke und Schaufel künden von der Industrie des Ortes, von der äußerst schweren Arbeit in den Tonkuhlen, um Rohstoffe für die Tonröhrenfabrikation zu gewinnen. |

## Söhne und Töchter des Ortes
- Friedel Trappen (1924–2013), Lehrer, Gesellschaftswissenschaftler und DDR-Diplomat